# Bradlecká Lhota
Bradlecká Lhota è un comune della Repubblica Ceca facente parte del distretto di Semily, nella regione di Liberec.